# Guntacal
Guntacal, também grafada como Guntakal, é uma cidade e município do distrito de Anantapur, localizada no oeste do estado indiano de Andra Pradexe. Possui população de 117.403 (censo de 2001).

## Geografia
A cidade está situada a 15° 10' 0" N e 77° 22' 60" E e a uma altitude de 431 metros.

### Demografia
De acordo com o censo de 2001, a população de Guntacal totalizava 117.403 habitantes, dos quais 59.364 homens e 58.039 mulheres. Crianças com idade inferior ou igual a seis anos totalizavam 12.393, dos quais 6.206 do sexo masculino e  6.187 do sexo feminino. A taxa de alfabetização é de 64,7%, ou seja, 75.908 habitantes, dos quais 43.984 homens e 31.924 mulheres.

## Infraestruturas

### Transportes
Guntacal se desenvolveu às margens da ferrovia Great Indian Peninsular Railway (incorporada a Central Railway em 5 de novembro de 1951) entre Bombaim (atualmente Mumbai) e Madras (atualmente Chennai). Há ainda a importante ligação para o Caminho de Ferro de Mormugão, que a conecta ao extremo-oeste, no litoral, chegando até o porto de Mormugão, em Vasco da Gama, em Goa. Guntacal possui atualmente um dos mais importantes entroncamentos da ferrovia South Central Railway, quatro outras linhas principais partem para :
- Pune e Mumbai (noroeste)
- Hiderabade, Guntur-Vijayawada e norte da Índia (nordeste)
- Bangalore (sul)
- Chennai (sudeste)

Por ser um dos mais importantes entroncamentos ferroviários, Guntacal atrai pessoas de vários estados indianos, resultando em uma cultura cosmopolitana.